# Сокобан
Сокобан (на японски: 倉庫番) е класическа главоблъсканица, реализирана като компютърна игра. Неин създател е японецът Хироюки Имабаяши, президент на фирмата „Мислещ заек“. През 1980 г. Сокобан печели конкурс за компютърни игри и две години по-късно играта е защитена с авторски права. През годините са разработени много версии на играта за всевъзможни устройства, като нови нива на сложност продължават да се създават и до днес.
Думата „сокобан“ на японски означава управител на склад, какъвто е и героят в играта. Неговата задача е с възможно най-малък брой ходове да избута даден брой сандъци на определени целеви места в един склад. Сандъците могат да бъдат бутани, но не и дърпани. На един ход може да се борави само с по един сандък. Нивата на сложност се определят от броя на сандъците, площта и архитектурата на складовото пространство, разположението на сандъците, на управителя и на целевите площи. В оригиналната игра Сокобан движението е позволено в 4 посоки (наляво, надясно, нагоре и надолу). Съществуват вариации на играта, в които складовото пространство е организирано така, че са възможни и други посоки на движение – например Хексобан, където клетките са организирани на принципа на пчелната пита и движението е в 6 възможни посоки. Има и триизмерни версии на играта.